# 설기현
설기현(薛琦鉉, 1979년 2월 4일 ~ )은 대한민국의 은퇴한 축구 선수이자 현 지도자로서 포지션은 윙어였다.
순창 설씨 65대손이다. 강원도 정선군에서 태어나 성덕초등학교, 주문진중학교, 강릉상업고등학교를 나왔고 광운대학교에 입학하여 로열 앤트워프 FC에 입단 중인 2001년 졸업하여 학사학위를 받았다. 큰 키에 피부가 검고 돌파가 뛰어나다는 것 히바우두 닮았다는 점에 착안하여 '설바우두'라는 별명이 붙었다. 정확한 크로스와 돌파, 날카로운 중거리슛을 선보이며 필요할 때 한 방을 터뜨려 저격수를 뜻하는 '스나이퍼(Sniper)'라는 별명을 얻기도 했다.

## 클럽 경력

### 벨기에 주필러 리그
2000년 대한축구협회의 주도하에 국내 유망주들의 해외 이적이 진행되었고, 이 과정에서 설기현은 벨기에 주필러 리그의 로열 앤트워프 FC로 이적하게 되어 자신의 성인 축구 경력을 시작하였다. 초반부터 좋은 활약을 펼쳤고, 2001년 리그 내 명문팀인 RSC 안데를레흐트로 이적하였다. RSC 안데를레흐트로 이적한 뒤에도 특유의 성실성으로 리그 무대와 유럽 무대 (UEFA 챔피언스리그, UEFA컵)에서 뛰어난 활약을 펼쳤다. 특히, 이적 이후 공식적으로 가진 첫 경기인 2001-02시즌을 앞두고 열린 벨기에 슈퍼컵에서 해트트릭을 기록해 팀의 4-1 대승을 이끌어 벨기에 슈퍼컵 우승에 공헌하였고, UEFA 챔피언스리그 2001-02시즌에는 대한민국 선수로는 최초로 UEFA 챔피언스리그 본선 무대에 진출하였고, 2003-04시즌 팀의 벨기에 주필러 리그 우승에 공헌하였다.

### 프리미어 리그
다음에 잉글랜드 무대로의 진출을 추진하였고, 결국 2004년 8월 잉글랜드 풋볼 리그 챔피언십의 울버햄프턴 원더러스 FC로 이적하였다. 이적 후 좋은 활약을 펼쳤으며, 팀 통산 7000호골을 터뜨리는 기록을 남기기도 했다. 하지만 팀은 2005-06시즌 플레이오프 탈락으로 프리미어리그로의 승격이 좌절되었고, 2006년 7월 설기현은 풋볼 리그 챔피언십으로 다음 시즌 프리미어리그로의 승격이 확정된 레딩 FC에 당시 역사상 최고 이적료 (100만 파운드)로 이적하였다. 레딩 FC로 이적한 후에도 한 때 잉글랜드 프리미어리그의 모든 선수들을 대상으로 한 랭킹에서 11위에 오르는 등 뛰어난 활약을 펼쳤다. 하지만 시즌 중반 특유의 부진으로 인하여 출전 시간이 줄어들었고, 그것이 원인이 되어 스티븐 코펠 감독과 불화를 일으켜, 결국 2007년 9월 리엄 로제니어와 맞트레이드 되어 풀럼 FC로 이적하였다. 이적 초반에는 나름 기회를 잡아 활약하였지만, 시즌 중반 팀에 새로 부임한 로이 호지슨 감독의 신뢰를 받지 못해 점차 기회를 잡지 못했고 리그 후반부에는 거의 출전하지 못하였다. 결국, 2009년 1월 사우디아라비아 프리미어리그의 알힐랄로 임대되어 사우디아라비아 프리미어리그에 진출한 첫 한국인 선수가 되었다. 2009년, 팀의 크라운 프린스컵 우승과 2008-09시즌 팀의 사우디아라비아 프리미어리그 준우승에 공헌하였다. 2009년 7월 알힐랄에서의 임대 기간이 끝난 뒤, 풀럼 FC로 복귀하였다. 절치부심하고 다시 도전한 프리미어리그 무대였지만 끝내 인상적인 모습을 보여주지 못해 호지슨 감독의 전략에서 배제되었고 출전 횟수는 점점 줄어갔다. 결국 2010년 1월, 풀럼 FC와 계약을 상호 해지하였고, K리그의 포항 스틸러스와 계약 후 프로 생활 10년 만에 처음으로 국내 무대에서 활약하게 되었다.

### 포항 스틸러스
2010년 1월, 포항 스틸러스가 설기현의 영입을 공식 발표하였다. 포항의 2010시즌 첫 공식 경기인 애들레이드 유나이티드와의 2010 AFC 챔피언스리그 경기에 나설 것으로 기대되었으나 경기를 앞두고 부상을 입어 경기에 출전하지 못하였다.
2010년 3월말 경 복귀할 것으로 예상되었으나 훈련에서 또다시 부상을 입으며 데뷔전을 미루게 되었다.
리그 중반기에 복귀 후 주전 공격수로 뛰었으나 큰 활약을 펼치지 못하였다. 더군다나 조브 아한과의 아시아 챔피언스리그 2차전에서 골키퍼가 골문을 비우고 나온 빈 골대를 향해 처참히 공을 골대 위로 넘기면서 많은 이의 아쉬움을 남겼다. 이후 2011년 2월 14일 포항 스틸러스가 그와의 계약 해지를 공식 발표하였다.

### 울산 현대
2011년 2월 16일 울산 현대는 보도자료를 내고 설기현과 1년 계약을 체결하였음을 공식 발표하였다. 이적 후 첫 시즌인 2011 K리그에서 팀의 리그컵 우승에 공헌하고 플레이오프를 포함하여 리그 34경기에 출전하여 5골 7도움을 기록하는 준수한 활약을 펼쳤으나 시즌 종료 후 재계약 울산과의 재계약 협상에서 계약 기간을 두고 팀과 이견을 보여 협상이 결렬되었다.

### 인천 유나이티드
2012년 1월 인천 유나이티드로 이적하였다.
2015시즌을 며칠 앞두고 있던 2015년 3월 3일 현역 은퇴를 선언하고 성균관대학교 축구부의 감독 대행으로 부임하였다. 이 과정에서 설기현을 2015 시즌 팀의 중요 자원으로 여기던 인천이 난감한 상황에 놓이게 되어 논란이 일었다. 이에 대해 설기현은 "체력적인 한계도 느껴지고 축구에 대한 열정이 떨어진 상황에서 좋은 제의가 와서 받아들였다. 감독님과 구단에 미안하다."라는 입장을 전했다.

## 지도자 생활
선수 은퇴 이후인 2015년, 성균관대학교 축구부 감독대행을 맡게 되었다. 설기현이 성균관대학교의 감독대행을 맡게 된 사유는 2015년 당시 설기현에게는 2급 감독 자격증만을 가지고 있어서 1급 자격증이 필요한 감독 자격증을 가지고 있지 않았기 때문이다. 이후 1급 자격증을 취득하여 성균관대학교의 정식 감독에 오르게 되었다. 2017년에는 성균관대학교 감독직을 유지하면서 대한민국 축구 국가대표팀의 코치를 겸임하기도 했다.
2019년 7월, K리그1 성남 FC의 전력강화부장에 부임했다.
2020시즌을 앞두고 김종부의 후임으로 K리그2의 경남 FC 감독으로 부임하며 처음으로 프로팀 감독을 맡게 되었다.

## 국가대표 경력
2000년 1월 23일 뉴질랜드와의 친선경기에서 데뷔하여, 2002년 FIFA 월드컵, 2006년 FIFA 월드컵 등에 참가하였다. 특히, 2002년 FIFA 월드컵에서 거스 히딩크 감독이 이동국을 과감히 제외시키고 대체 자원으로 발탁된 후, 16강 이탈리아전에서 후반 막판 천금같은 동점골을 넣는 등 뛰어난 활약을 펼치며 대한민국의 4강 진출에 큰 공헌과 2006년 FIFA 월드컵에서 프랑스전 후반에 크로스 패스를 날려 공이 조재진 머리에 닿았고 그 공은 결국 박지성에 발에 맞아 천금 같은 동점골을 넣는데 큰 역할을 하였다.

## 논란
- 2006년 5월 23일 세네갈과의 경기에서 후반전 26분 볼을 가지고 30여미터를 역주행을 해 볼을 스틸당했지만 다행히 김진규 선수가 걷어냈다. 당시 아나운서는 "어 그쪽으로 가 면안되죠 그쪽으로 가면 안됩니다"를 외쳤고 해설이었던 황선홍마저 탄식했다. 이로 인해 역기현이라는 별명을 갖게 된다.
- 2012년 11월 18일 K리그 대전시티즌과의 경기 전반40분 공격중 파울이 선언되자 불만을 품고관중석으로 볼을 강하게 찼다. 이 사건은 설기현 관중슛이라고 불리기도 했다. (동영상보기) 이 사건에 대해 설기현은 인천 유나이티드 홈페이지 게시판(팬존-응원마당 보관됨 2015-12-22 - 웨이백 머신)에 사과글을 올렸다.
- 설기현은 지난 2015년 3월 3일 현역 은퇴를 선언하였다.[26]K리그 클래식 2015 선수등록까지 마치고 전지훈련까지 소화하여 팀의 공격주력으로 기대를 받았기 때문에 인천 유나이티드와 팬들은 당황할 수 밖에 없었다. 은퇴를 결정한 이유는 성균관대 감독직에 대한 제의가 가장 컸던 것으로 알려졌다. 더욱이 문제인점은 대학팀 감독은 A급 지도자 자격증이 필요한데, 설기현은 B급 지도자 자격증만 가지고 있다. 때문에 A급 지도자 자격증을 취득하기 전까지 직무대행이라는 이름표를 달고 있어야한다.
- 이런 일은 처음이 아니다. 2011년 포항소속이던 설기현은 전지훈련까지 마친 상태에서 갑작스럽게 울산행을 선택하며 구단과 팬들을 황당하게 했다.[27] 이후 포항 팬들은 울산전마다 설기현에게 야유를 퍼부으며 비난을 아끼지 않았다. 이 일은 설통수라는 별명을 갖게되는 계기가 되었다. 원래 설기현은 충분히 박수받으며 은퇴할 자격이 있었다. 국가대표로 월드컵 본선에 두 번이나 참여했고 A매치 83경기를 소화하여 대표팀 은퇴식을 치를수 있는 자격도 갖췄다. 또한 유럽무대에서도 오랫동안 활약하여 한국축구의 위상을 높이는데 기여했다.

## 경력

### 선수 경력
- 2000년 ~ 2001년  로열 앤트워프 FC
- 2001년 ~ 2004년  RSC 안데를레흐트
- 2004년 ~ 2006년  울버햄프턴 원더러스 FC
- 2006년 ~ 2007년  레딩 FC
- 2007년 ~ 2008년  풀럼 FC
- 2009년 ~ 2009년  알힐랄 (임대)
- 2009년 ~ 2010년  풀럼 FC
- 2010년  포항 스틸러스
- 2011년  울산 현대
- 2012년 ~ 2014년  인천 유나이티드

### 국가 대표 경력
- 2000년 CONCACAF 골드컵 대표
- 2000년 AFC 아시안컵 대표
- 2001년 FIFA 컨페더레이션스컵 대표
- 2002년 FIFA 월드컵 대표
- 2004년 AFC 아시안컵 대표
- 2006년 FIFA 월드컵 대표

## 수상

### 개인
- 2002년 체육훈장 맹호장
- 2002년 자황컵 체육대상 남자 최우수상 수상

### 클럽

#### RSC 안데를레흐트
- 주필러 리그 우승 1회 (2003-04 시즌)
- 주필러 리그 준우승 1회 (2002-03 시즌)

#### 알힐랄
- 사우디아라비아 프리미어리그 준우승 1회 (2008-09 시즌)
- 크라운 프린스컵 우승 1회 (2008-09 시즌)

 울산 현대
- K리그 : 준우승 (2011)
- K리그 컵 : 우승 (2011)

 대한민국
- 2000년 AFC 아시안컵 3위
- 2002년 FIFA 월드컵 4위

## 방송
- 2014년 SBS 《런닝맨》(아이돌 풋살팀 감독으로 출연)
- 2019년 TV조선 《구조신호 시그널》(특별출연)